# Byron, Oklahoma
Byron är en ort i Alfalfa County i Oklahoma. Orten har fått sitt namn efter Byron Spurrier som var släkt med postmästaren. Postkontoret öppnades år 1898 och år 1901 öppnades en ny bank och andra affärslokaler något söder om den ursprungliga platsen. År 1902 fick Byron status som kommun (town). Tack vare järnvägsförbindelsen ökade folkmängden snabbt och år 1909 hade Byron 286 invånare. Ortens ekonomi blev sedan sämre och speciellt hårt drabbades Byron av den stora depressionen. Dessutom upphörde järnvägstrafiken till Byron år 1942.